# 达什奥古兹

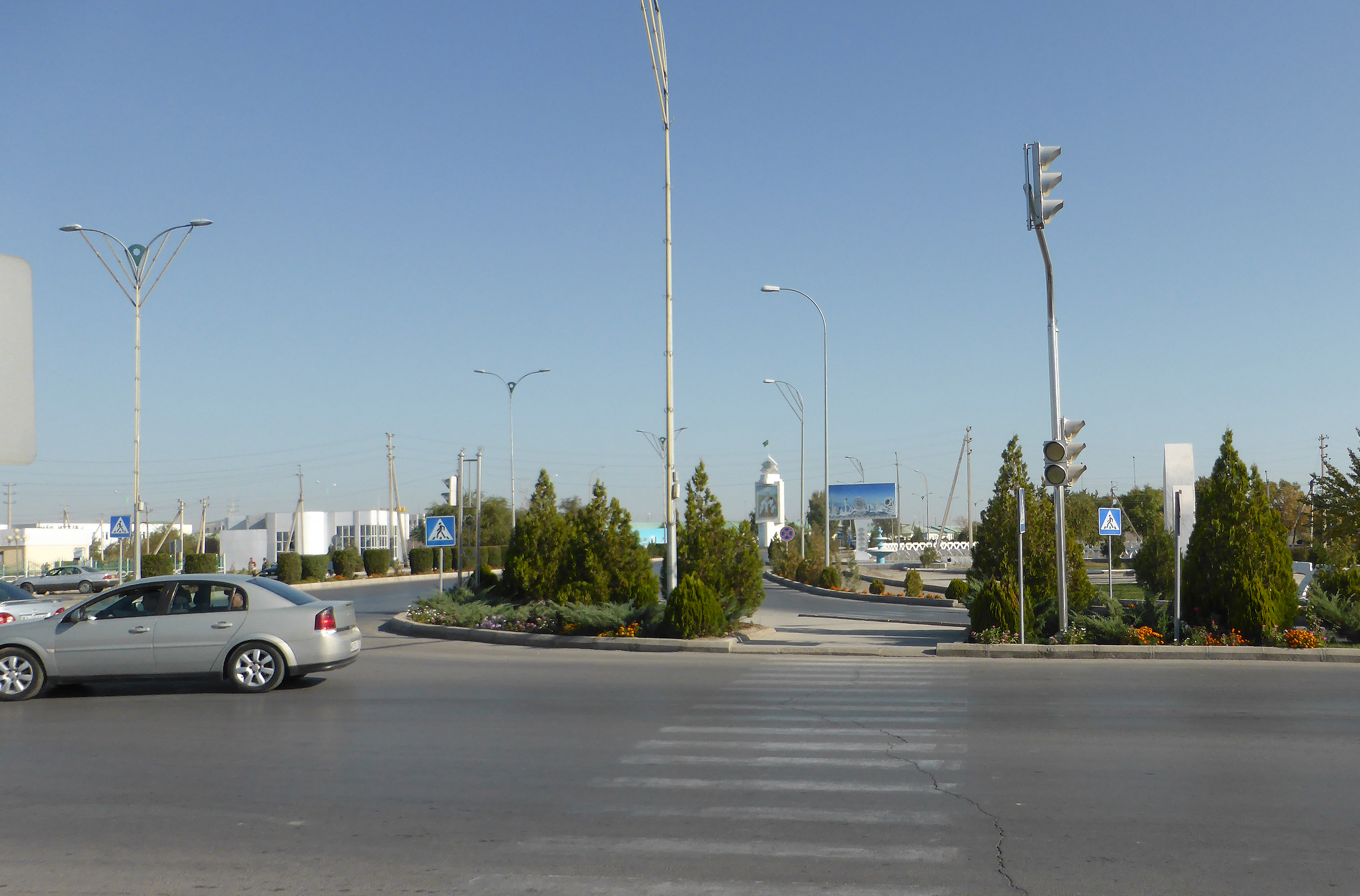
达什奥古兹

达什奥古兹，旧称塔沙乌兹（羅馬化：Tashauz）、达什霍武兹，是土库曼斯坦北部達什奧古茲州的首府，1999年人口166,500。
泉水曾使当地成为丝绸之路的主要停留点之一，“达什奥古兹”在土库曼语即意为“石泉”。 19世纪，俄罗斯人在当地建立堡垒，现代的达什奥古兹城则在苏联时期设计，市内建有许多纪念碑和博物馆，以作为行政和文化中心。该城也是铁路枢纽。